# Bridie O'Donnell
Bridie O'Donnell (29 april 1974) is een Australische wielrenster. Op 22 januari 2016 verbeterde zij in Adelaide het vier maanden oude werelduurrecord van Molly Shaffer Van Houweling met 609 meter tot 46,882 km. Na één maand werd het record weer verbroken door de Amerikaanse Evelyn Stevens.